# Arminianism

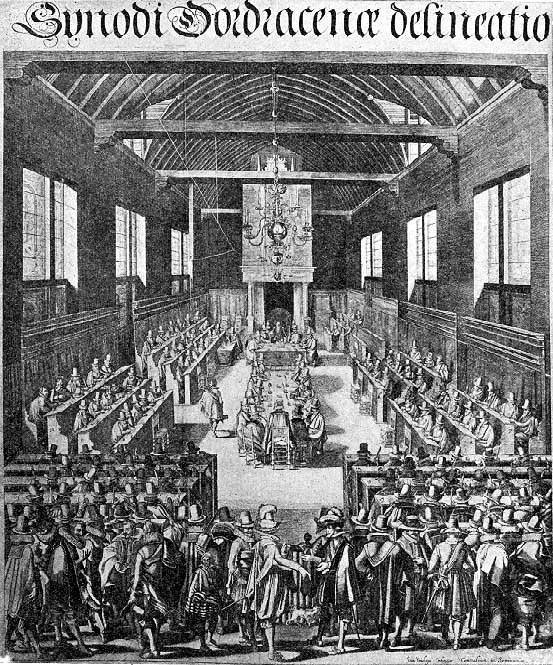
Arminianismen avvisades i besluten vid synoden i Dordrecht, 1619.

Arminianism är en kristen trosriktning som betonar Guds föregripande nåd för alla människor som vill ta emot den. Den utformades av den nederländske reformerte teologen Jacobus Arminius (1560–1609). 
Arminius lära stod i opposition till den kalvinistiska läran om dubbel predestination, det vill säga att det finns ett förutbestämt öde för varje människa som antingen leder till frälsning eller evig död. Istället ansåg Arminius att läran om människans fria vilja går att kombinera med tron på att Gud är allsmäktig och allvetande, och betonade de tecken av kärlek som Gud står för. Han ville mildra Calvins stränga predestinationslära, som han ansåg bygga på Guds godtycke. Arminius menade att Gud endast fördömer dem som inte vill omvända sig eller inte tror på Kristi försoningsoffer för våra synder. 
Arminianismen blev en relativt inflytelserik rörelse i Europa och inspirerade till en ökad humanistisk kulturströmning. Som religiös inriktning, i form av egna separata trossamfund, är den idag relativt liten, men då den influerade Engelska kyrkan (officiellt från och med 1628), metodismens grundare John Wesley samt reformerta väckelserörelser i USA vid 1800-talets mitt, lever dess läroståndpunkt vidare i anglikanska kyrkogemenskapen, metodismen samt bland evangelikala samfund i USA såsom Church of God, Church of God in Christ och Assemblies of God.